# Lesnoi (Rjasan, Schilowski)
Lesnoi (russisch Лесно́й) ist eine Siedlung städtischen Typs in der Oblast Rjasan in Russland mit 7632 Einwohnern (Stand 14. Oktober 2010).

## Geographie
Der Ort liegt knapp 70 km Luftlinie südöstlich des Oblastverwaltungszentrums Rjasan im Gebiet der Oka-Don-Ebene zwischen den rechten Oka-Nebenflüssen Pronja und Para.
Lesnoi gehört zum Rajons Schilowski und befindet sich knapp 30 km südwestlich von dessen Verwaltungszentrum Schilowo. Es ist Sitz und der Stadtgemeinde Lesnowskoje gorodskoje posselenije, zu der außerdem die fünf Dörfer Aljochowo (3 km westnordwestlich), Malinowka (7 km östlich), Nowaja Derewnja (4 km westlich), Nowaja Pustyn (nordöstlich anschließend) und Nowojerschowo (5,5 km nordwestlich) sowie die fünf Siedlungen Jamskoi (4 km nordöstlich), Krasny Lutsch (7 km westnordwestlich), Munjakowskije Wysselki (7 km westsüdwestlich), Nowomossolowski und Seljony Bor (entsprechend 3 und 5 km ostsüdöstlich) gehören.

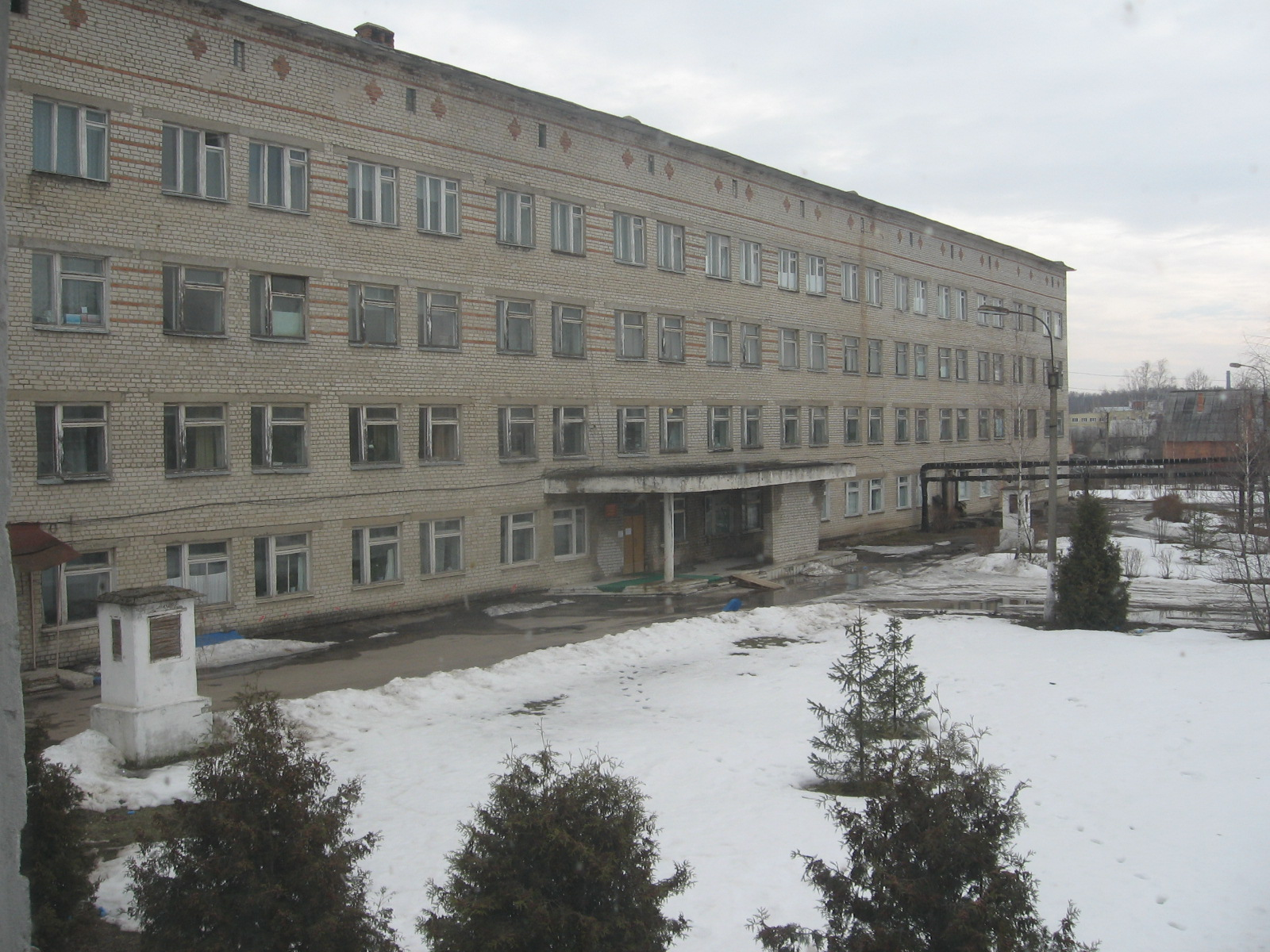
Krankenhaus
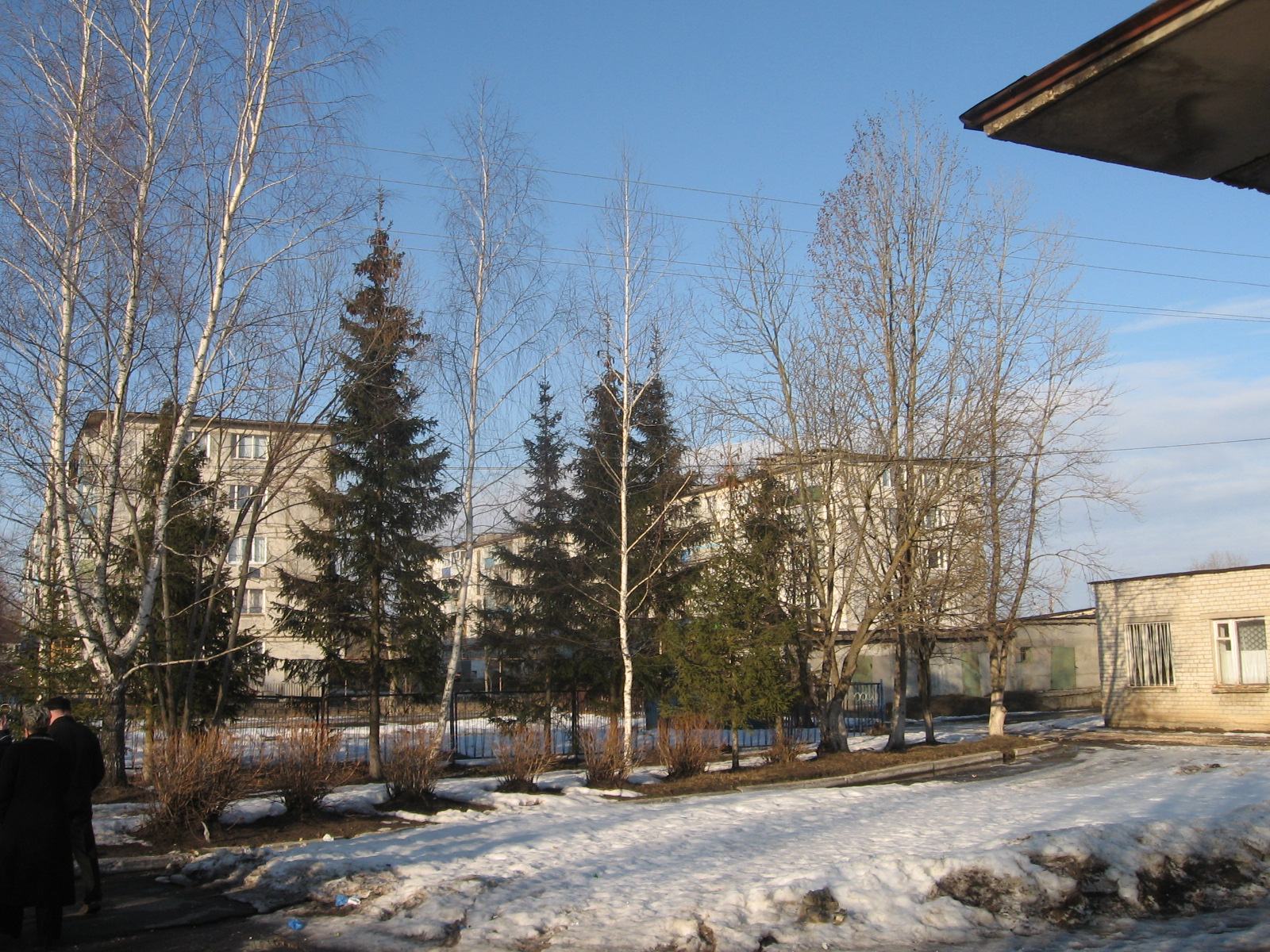
Wohnhäuser
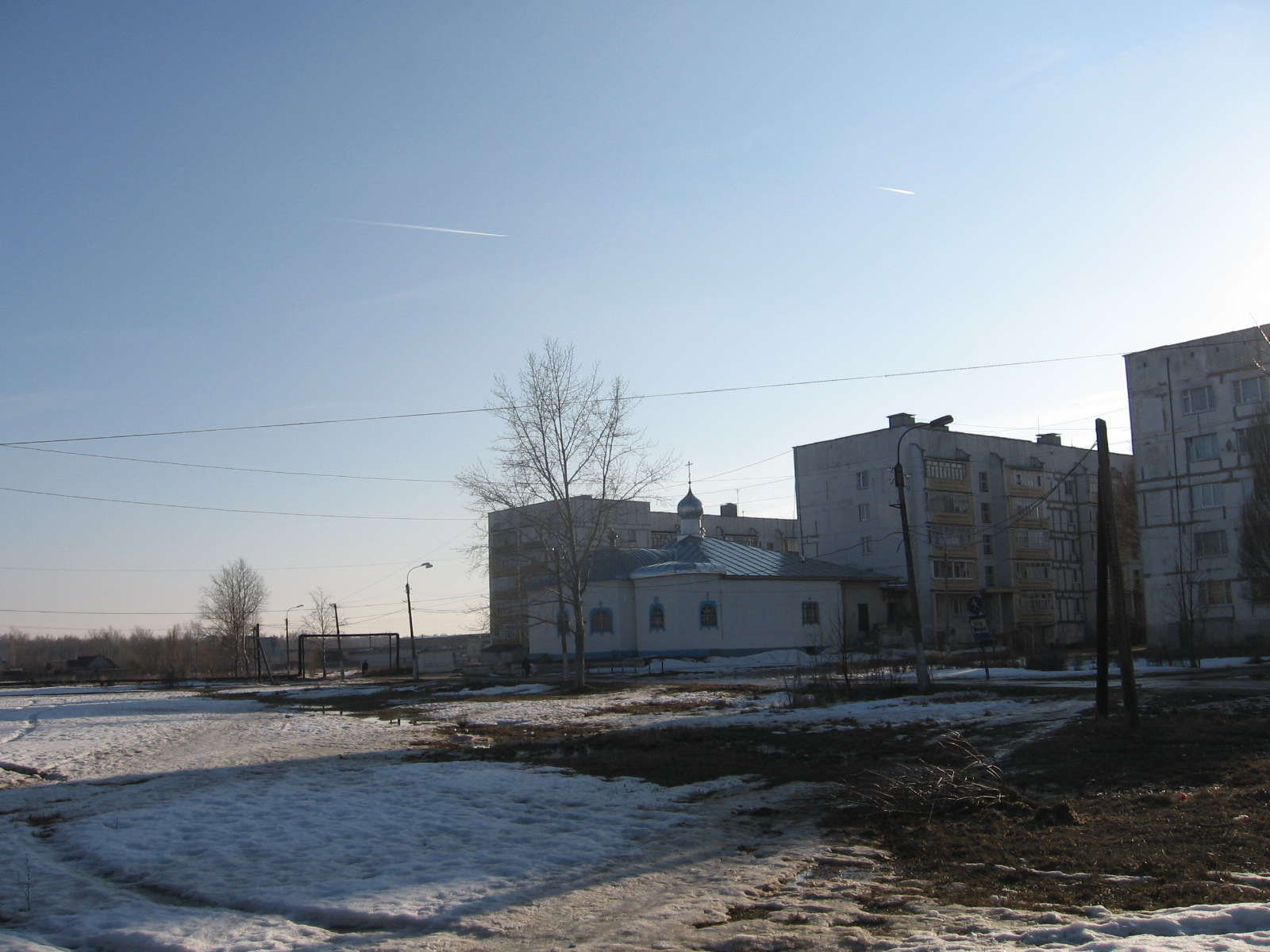
Kirche und Wohnhäuser

## Geschichte
Der Ort entstand ab 1955 im Zusammenhang mit dem Baubeginn eines Sprengstoffwerkes im südlich anschließenden großen Waldgebiet. Das dem Verteidigungsministerium unterstellte Werk erhielt die Tarnbezeichnung Chemiefaserwerk „Elastik“. Am 11. Januar 1961 erhielt er seinen heutigen Namen, russisch für „Waldsiedlung“. Seit 12. Februar 1964 besitzt Lesnoi den Status einer Siedlung städtischen Typs.

### Bevölkerungsentwicklung
| Jahr | Einwohner |
| ---- | --------- |
| 1970 | 5210      |
| 1979 | 8133      |
| 1989 | 8937      |
| 2002 | 7522      |
| 2010 | 7632      |

Anmerkung: Volkszählungsdaten

## Verkehr
Etwa 5 km nördlich der Siedlung befindet sich der Bahnhof Nowaja Pustyn bei Kilometer 278 der Strecke Moskau – Rjasan – Rusajewka – Sysran. Von dort führt ein Güteranschlussgleis zum Sprengstoffwerk.
An der Bahnstation vorbei führt die Straße von Lesnoi zur gut 10 km nördlich beim Dorf Mossolowo verlaufenden föderalen Fernstraße M5 Ural, die Moskau über Samara mit Tscheljabinsk verbindet.